# 腾冲掌突蟾
腾冲掌突蟾（学名：Leptobrachella tengchongensis），一种于中华人民共和国云南省腾冲市高黎贡山地区发现的两栖动物，隶属于角蟾科掌突蟾属。种加名 tengchongensis 意为“腾冲的”。

## 形态特征
腾冲掌突蟾雄蟾体长23.9～26毫米，雌蟾体长28.8～28.9毫米。身体背部呈褐色，具有明显的深棕色条纹和浅紫铜色的不规则斑点；上眼睑、吻端、头部、身体及四肢背面有小的红色疣粒；四肢背面有深褐色横条纹；腹部呈白色，具有不规则的中等大小的深褐色斑点，喉部有深色大理石状花纹。

## 保护
本种于2023年被收录入《有重要生态、科学、社会价值的陆生野生动物名录》。